# Hiroshi Masumura
Hiroshi Masumura (Japans: 増村 博, Masumura Hiroshi) (Yonezawa, 23 oktober 1952) is een Japanse mangatekenaar, animemaker en kunstenaar. Hij is vooral bekend van zijn tekeningen van kattenfiguren. En zijn bekendste serie; atagōru (アタゴオル), gaat dan ook over een grote gele kat. Hij debuteerde in 1973 met "Night choked with fog" (霧にむせぶ夜), hetgeen een Tezukaprijs won. 
In 2007 is er van 20 juli tot en met 17 september een expositie van Masumura's werk te zien in het Hachioji Yume Art Museum , in Hachiōji (prefectuur Tokio). Deze expositie is getiteld "World of Masumura Hiroshi".